# Perfil doble T

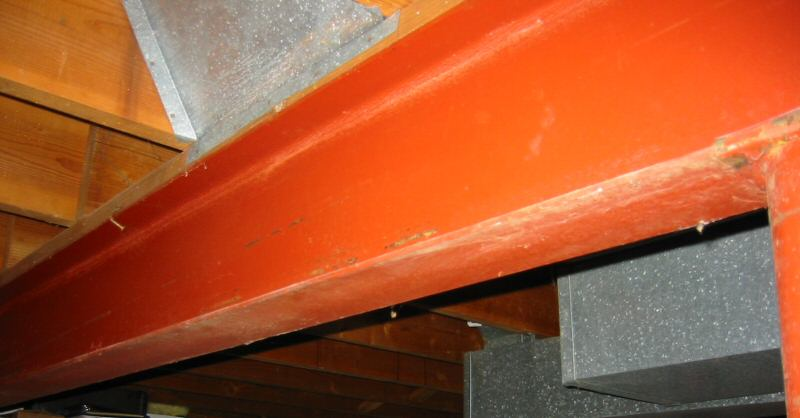
Fotografía de un perfil doble T usado para soportar el forjado del primer piso de una casa.

Un perfil doble T (o perfil I o H) es un perfil laminado o armado cuya sección transversal está formada por dos alas y un alma de unión entre ellas. Generalmente se usan como vigas de flexión, cuando los esfuerzos de torsión son pequeños.

## Perfiles doble T normalizados
Existen diversos tipos de perfil doble T normalizado los más importantes:
- Perfil IPN
- Perfil IPE
- Perfil HE

## Comportamiento general

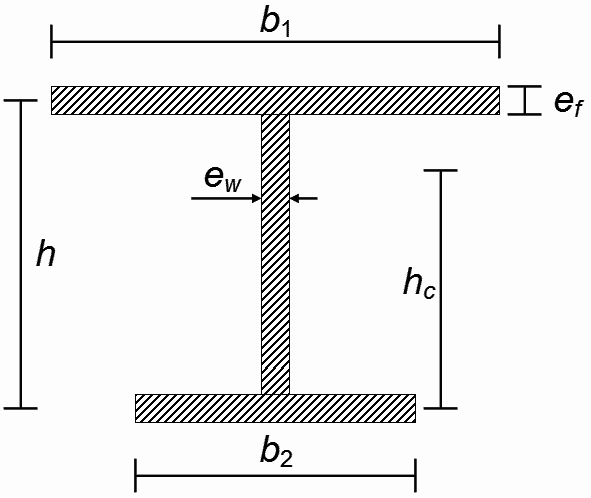
Fig 1.Principales dimensiones de un perfil doble T esquemático.

Todos los perfiles doble T presentan un buen comportamiento para la flexión provocada por un momento flector cuya dirección vectorial sea perpendicular al alma central. De hecho, en esa situación los perfiles doble T constituyen una solución muy económica. Por esa razón los perfiles doble T se usan para vigas en flexión recta.
Sin embargo, los perfiles doble T no tienen tan buen comportamiento para un momento flector perpendicular a las alas o en casos de flexión esviada. Sin embargo, el principal problema resistente que presentan es su escasa resistencia frente a torsión. En casos de torsión grande es recomendable usar perfiles macizos o perfiles cerrados huecos. Otro hecho que debe tenerse en cuenta es que cuando un perfil doble T se somete a torsión sufre alabeo seccional, por lo que a la hora de calcular las tensiones es importante tener en cuenta el módulo de alabeo y el bimomento que sufre el perfil.

## Valores de características resistentes
Las características resistentes relacionan los esfuerzos internos sobre una sección con las tensiones existentes sobre ella. El cálculo de los perfiles adecuados requiere por tanto conocer las características geométricas y resistentes. Por ejemplo en un perfil doble T asimétrico el centro de gravedad estará más cerca del ala grande, tomando como referencia la figura Fig 1, el centro de gravedad y el centro de cortante están situados a una altura:

{\displaystyle h_{G}={\frac {1}{2}}{\frac {(h^{2}-e_{f}^{2})e_{w}+e_{f}^{2}b_{2}+(2h+e_{f})b_{1}e_{f}}{(b_{1}+b_{2})e_{f}+(h-e_{f})e_{w}}}\qquad h_{C}=h{\frac {b_{1}^{3}}{b_{1}^{3}+b_{2}^{3}}}}

El área y las áreas de cortante vienen dadas por:

{\displaystyle A=(b_{1}+b_{2})e_{f}+(h-e_{f})e_{w}\qquad A_{Q,y}=e_{w}h\qquad A_{Q,z}={\frac {5}{6}}e_{f}(b_{1}+b_{2})}

Las características flexionales relevantes para el cálculo son los momentos de inercia (respecto al centro de gravedad y según ejes principales de inercia) y los momentos resistentes de flexión, que pueden calcularse sin dificultad a partir del teorema de Steiner.
Las características torsionales necesarias para el cálculo son el módulo de torsión (J), el momento de alabeo (Iω) y el momento resistente de torsión:

{\displaystyle J={\frac {(b_{1}+b_{2})e_{f}^{3}+he_{w}^{3}}{3}}\qquad I_{\omega }={\frac {e_{f}h^{2}}{12}}{\frac {b_{1}^{3}b_{2}^{3}}{b_{1}^{3}+b_{2}^{3}}}\qquad W_{T}={\cfrac {J}{\max(e_{f},e_{w})}}}

### Perfil doble T simétrico
Si la sección es simétrica es decir si {\displaystyle b_{1}=b_{2}=b\;} entonces varias de las fórmulas anteriores se simplifcan notablemente:

{\displaystyle {\begin{matrix}h_{G}={\cfrac {h}{2}}&h_{C}={\cfrac {h}{2}}\\A=&A_{Q}=\\I_{z}={\cfrac {1}{4}}\left[{\frac {(h-e_{f})^{3}e_{w}+2e_{f}^{3}b}{3}}+2h^{2}e_{f}b\right]&W_{z}={\cfrac {2I_{z}}{h+2e_{f}}}\\I_{y}=&W_{y}={\cfrac {I_{y}}{b}}\\J={\cfrac {2be_{f}^{3}+he_{w}^{3}}{3}}&W_{T}=\\I_{\omega }={\cfrac {e_{f}h^{2}}{24}}b^{3}&\end{matrix}}}